# Maserati 228
La Maserati 228 è una autovettura coupé costruita dalla casa automobilistica italiana Maserati dal 1986 al 1992.

## Il contesto
Il prototipo fu presentato il 14 dicembre 1984, in occasione del 70º anniversario della Maserati. Aveva un doppio albero a camme in testa, quattro valvole per cilindro, doppia accensione ed un singolo carburatore.
La vettura di serie fu invece mostrata al pubblico al salone dell'automobile di Torino nel 1986 e, a differenza del prototipo, montava un singolo albero a camme in testa, tre valvole per cilindro, un'accensione unica ed un impianto ad iniezione (per quest'ultima caratteristica il modello è anche conosciuto come Maserati 228i). Era una coupé a tre volumi a 5 posti molto spaziosa, con interni lussuosi rifiniti in pelle e radica. La carrozzeria, progettata da Pierangelo Andreani, ricordava quella dell'antenata Biturbo, anche se la 228 aveva dimensioni maggiori.
Era la continuatrice della tradizione della Kyalami, della Mexico e della 3500 GT.

## Caratteristiche tecniche
L'accensione era elettronica, insieme all'impianto d'alimentazione che era a iniezione elettronica di marca Weber con due turbocompressori fabbricati dalla IHI Corporation e raffreddati ad acqua. La distribuzione era formata da un singolo albero a camme in testa e tre valvole per cilindro (due di aspirazione e una di scarico). La lubrificazione era forzata a filtraggio totale. Il sistema di raffreddamento era a circolazione d’acqua con pompa centrifuga.

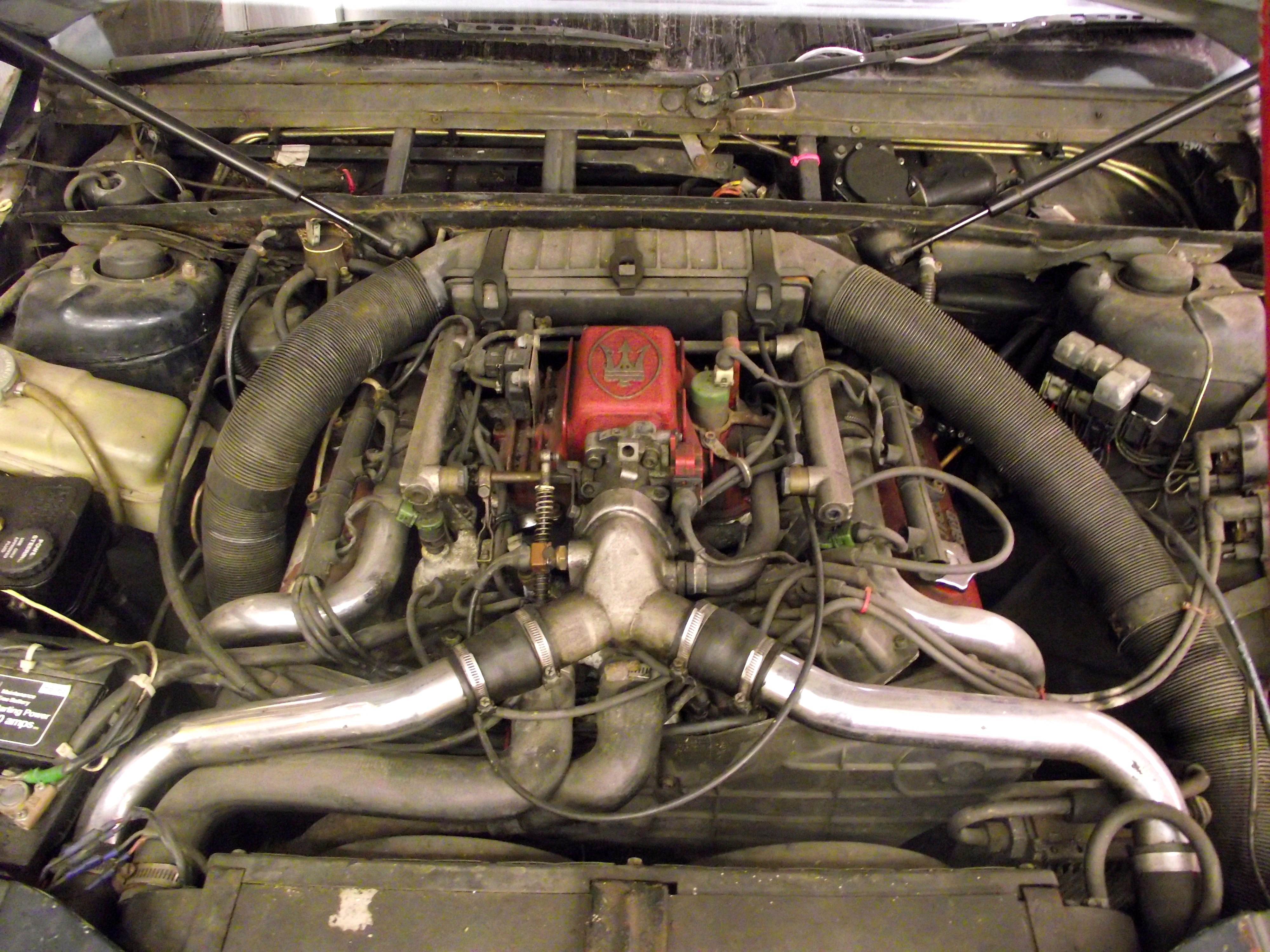
Motore biturbo di una Maserati 228

Il motore era un V6 a 90° con monoblocco e testata in lega leggera. Le canne erano riportate ad umido e la cilindrata era di 2789,79 cm³. L'alesaggio e la corsa erano rispettivamente di 94 mm e 67 mm. Il rapporto di compressione era determinato dalla presenza della marmitta catalitica: 7,7:1 senza questo dispositivo, 7,4:1 se invece era presente.
Anche le prestazioni dipendevano se era o meno installata la marmitta catalitica. La coppia massima a 3.500 giri al minuto era di 38 kgm per la versione senza catalizzatore, e 37,7 kgm con catalizzatore. Pure la potenza massima erogata era influenzata dalla presenza del catalizzatore: era 250 CV a 5.600 giri al minuto per la prima, e 225 CV a 5.500 giri al minuto per la seconda. Anche il peso dipendeva da questa caratteristica: era 1240 kg per la prima versione, 1307 kg per la seconda. Percorreva la distanza di 1000 m da ferma in 26,3 secondi.
L'impianto frenante era caratterizzato da freni a disco sulle quattro ruote ed era dotato di servofreno, nei primi esemplari i dischi anteriori erano pieni, sostituiti poi con dischi autoventilanti, mentre il freno di stazionamento (che agiva sulle ruote posteriori) era a tamburo. Le sospensioni anteriori erano del tipo MacPherson con barra stabilizzatrice e ammortizzatori telescopici a doppio effetto. Quelle posteriori erano invece a bracci indipendenti oscillanti con molle elicoidali, ammortizzatori pressurizzati bitubo e tamponi aggiuntivi in gomma, prive di barra antirollio (componente montato aftermarket da molti proprietari attingendo da kit artigianali). Lo sterzo era servoassistito con guida meccanica a cremagliera. La trasmissione prevedeva un cambio manuale di fabbricazione ZF a 5 rapporti più la retromarcia, o automatico a 4 rapporti (come optional); il differenziale denominato in Maserati "Sensitork" prevedeva l'autobloccante Torsen (Ranger in un secondo momento) ed il rapporto al ponte era 3,31:1. La vettura era a trazione posteriore.
La carrozzeria era configurata come una coupé 2 porte, 3 volumi, 5 posti; era sviluppata dal pianale della berlina Biturbo 425 allargato. Della berlina adotta praticamente tutta la meccanica, con l'introduzione del nuovo motore 2,8 litri a 18 valvole con iniezione Weber-Marelli.
L'insonorizzazione avveniva con un apparato Silent Travel. Il telaio era monoscocca portante in acciaio.
La 228 nella configurazione più potente non catalizzata e con cambio meccanico ZF a 5 rapporti raggiungeva una velocità massima di oltre 235 km/h, e arrivava da ferma a 100 km/h in 5,6 secondi.
Si rivolgeva ad un pubblico di appassionati soprattutto esteri (dato che in Italia le auto con motore oltre i 2000 cc erano penalizzati dall'imposizione IVA al 38%) che cercavano una vettura di lusso sportiva artigianale ed esclusiva, da cucirsi addosso scegliendo allestimenti in pelle e Alcantara di diversi colori, disposti però a soprassedere sulla totale mancanza degli ausilii elettronici che negli anni '80 erano presenti su vetture di tale lignaggio, e non solo di sistemi antislittamento o di aiuto alla stabilità già presenti, ad esempio, sulla concorrente Mercedes-Benz 300 CE, ma anche di sistema antibloccaggio ABS e airbag.
Pensata per numeri di vendita importanti (per gli standard Maserati dell'epoca), furono costruiti solamente 469 esemplari della coupé modenese, e addirittura 50 di questi, rimasti invenduti per anni presso la Innocenti di Lambrate, furono rottamati nel 1994.
Gli esemplari destinati ai mercati esteri differivano da quelli per l'Italia per la presenza di 2 scarichi posteriori che terminavano con 4 uscite (per l'Italia c'era un solo terminale a destra con 2 uscite) e da una sottile linea adesiva colorata in contrasto lungo la linea di cintura della carrozzeria.